# Ivar Lindström
Knut Ivar Lindström, född den 1 januari 1857 i Göteborg, död den 28 april 1925, var en svensk ingenjör och agronom. Han var son till Julius Lindström.
Lindström avlade ingenjörsexamen vid Tekniska högskolan 1879, agronomexamen vid Ultuna 1881, var arrendator på Åkerby 1884–1893 och av Norrtorp, var 1906–1915 ägare av Nykvarn och Vibynäs i Södermanland samt arrenderade Taxinge-Näsby slott. Lindström var stiftare av Avelsföreningen för rödbrokig svensk boskap och intog en framstående plats inom avelsledningen. År 1889 uppfann han den inom Sverige allmänt använda Lindströms butyrometer för bestämmande av mjölks fetthalt och konstruerade senare mjölkningsmaskinen Omega.